# Bóng đá tại Thế vận hội Mùa hè 2020 – Giải đấu Nam
Giải bóng đá nam tại Thế vận hội Mùa hè 2020 được tổ chức từ ngày 22 tháng 7 đến ngày 7 tháng 8 năm 2021, và là lần thứ 27 của giải bóng đá nam Thế vận hội. Ban đầu, giải đấu được tổ chức từ ngày 23 tháng 7 đến ngày 8 tháng 8 năm 2020, nhưng Thế vận hội Mùa hè đã bị hoãn lại đến năm sau do đại dịch COVID-19. Tuy nhiên, tên chính thức của đại hội này vẫn là Thế vận hội Mùa hè 2020.
Cùng với nội dung thi đấu của nữ, giải bóng đá Thế vận hội Mùa hè 2020 được tổ chức tại 6 thành phố của Nhật Bản. Trận chung kết được tổ chức tại sân vận động Quốc tế ở Yokohama. Các đội tuyển tham dự nội dung nam bị giới hạn độ tuổi dưới 24 tuổi (sinh từ sau ngày 1 tháng 1 năm 1997) với tối đa ba cầu thủ quá tuổi được phép. Giải đấu nam thường được giới hạn ở các cầu thủ dưới 23 tuổi nhưng do Thế vận hội bị hoãn lại một năm, FIFA đã quyết định duy trì hạn chế đối với các cầu thủ sinh từ ngày 1 tháng 1 năm 1997 trở về sau.
Đương kim vô địch Brasil đã bảo vệ thành công tấm huy chương vàng.

## Lịch thi đấu
Lịch thi đấu của giải đấu tính đến ngày 5 tháng 12 năm 2018.
| G | Vòng bảng | ¼ | Tứ kết | ½ | Bán kết | B | Tranh huy chương đồng | F | Tranh huy chương vàng |

| T5 22 | T6 23 | T7 24 | CN 25 | T2 26 | T3 27 | T4 28 | T5 29 | T6 30 | T7 31 | CN 1 | T2 2 | T3 3 | T4 4 | T5 5 | T6 6 | T7 7 |
| ----- | ----- | ----- | ----- | ----- | ----- | ----- | ----- | ----- | ----- | ---- | ---- | ---- | ---- | ---- | ---- | ---- |
| G     |       |       | G     |       |       | G     |       |       | ¼     |      |      | ½    |      |      | B    | F    |

## Vòng loại
Ngoài chủ nhà Nhật Bản, 15 đội tuyển Olympic nam quốc gia đã giành quyền tham dự từ các giải đấu vòng loại của 6 liên đoàn châu lục riêng biệt. Ban tổ chức các giải đấu FIFA đã phê chuẩn việc phân bổ các suất tham dự tại cuộc họp vào ngày 14 tháng 9 năm 2017.
| Phương thức vòng loại                       | Các ngày1                      | Địa điểm1      | Số suất | Đội vượt qua vòng loại             | TK.    |
| ------------------------------------------- | ------------------------------ | -------------- | ------- | ---------------------------------- | ------ |
| Chủ nhà                                     | —                              | —              | 1       | Nhật Bản                           | [ 5 ]  |
| Giải vô địch bóng đá U-21 châu Âu 2019      | 16–30 tháng 6 năm 2019         | Ý · San Marino | 4       | Pháp · Đức · România · Tây Ban Nha | [ 6 ]  |
| Vòng loại khu vực châu Đại Dương            | 21 tháng 9–5 tháng 10 năm 2019 | Fiji           | 1       | New Zealand                        | [ 7 ]  |
| Cúp bóng đá U-23 các quốc gia châu Phi 2019 | 8–22 tháng 11 năm 2019         | Ai Cập         | 3       | Ai Cập · Bờ Biển Ngà · Nam Phi     | [ 8 ]  |
| Giải vô địch bóng đá U-23 châu Á 2020       | 8–26 tháng 1 năm 2020          | Thái Lan       | 3       | Úc · Ả Rập Xê Út · Hàn Quốc        | [ 9 ]  |
| Giải bóng đá tiền Thế vận hội Nam Mỹ 2020   | 18 tháng 1–9 tháng 2 năm 2020  | Colombia       | 2       | Argentina · Brasil                 | [ 10 ] |
| Vòng loại khu vực Bắc, Trung Mỹ và Caribe   | 18–30 tháng 3 năm 2021         | México         | 2       | Honduras · México                  | [ 11 ] |
| Tổng số                                     |                                |                | 16      |                                    |        |

- ^1 Ngày và địa điểm của vòng chung kết khu vực đó (hoặc vòng cuối cùng của quá trình vòng loại); các giai đoạn vòng loại khác nhau có thể diễn ra trước đó ở nhiều địa điểm khác nhau.

## Địa điểm
Giải đấu được tổ chức ở 6 địa điểm khắp 6 thành phố:
- Sân vận động Kashima, Kashima
- Sân vận động Miyagi, Rifu
- Sân vận động Saitama 2002, Saitama
- Sapporo Dome, Sapporo
- Sân vận động Tokyo, Chōfu
- Sân vận động Quốc tế Yokohama, Yokohama

## Đội hình
Giải đấu nam là một giải đấu quốc tế có giới hạn về độ tuổi: các cầu thủ tham dự phải sinh vào hoặc sau ngày 1 tháng 1 năm 1997, với ba cầu thủ quá tuổi được phép cho mỗi đội trong vòng chung kết. Theo truyền thống, mỗi đội tuyển phải đăng ký 18 cầu thủ (trong đó có hai thủ môn), cùng một danh sách gồm bốn cầu thủ dự bị, những cầu thủ có thể thay thế bất kỳ cầu thủ nào trong đội hình chính trong trường hợp bị chấn thương khi giải đấu đang diễn ra. Vào cuối tháng 6 năm 2021, Ủy ban Olympic Quốc tế và FIFA đã thông báo rằng tất cả 22 cầu thủ của mỗi đội tuyển sẽ có sẵn để lựa chọn trước mỗi trận đấu, từ đây các đội tuyển sẽ chọn ra 18 cầu thủ chính thức để thi đấu trong trận đấu đó. Việc thay đổi quy tắc được thực hiện liên quan đến những thách thức do đại dịch COVID-19 gây ra.

## Trọng tài
Vào tháng 6 năm 2020, FIFA đã phê duyệt việc sử dụng hệ thống trợ lý trọng tài video (VAR) cho giải đấu. Các trọng tài đã được công bố vào ngày 23 tháng 4 năm 2021.
| Liên đoàn | Trọng tài                        | Trợ lý trọng tài                                         |
| --------- | -------------------------------- | -------------------------------------------------------- |
| AFC       | Chris Beath (Úc)                 | Ashley Beecham (Úc) Anton Schetinin (Úc)                 |
| AFC       | Adham Makhadmeh (Jordan)         | Mohammad Al-Kalaf (Jordan) Ahmad Al-Roalle (Jordan)      |
| CAF       | Victor Gomes (Nam Phi)           | Souru Phatsoane (Lesotho) Arsenio Marengula (Mozambique) |
| CAF       | Bamlak Tessema Weyesa (Ethiopia) | Mohammed Ibrahim (Sudan) Gilbert Cheruiyot (Kenya)       |
| CONCACAF  | Iván Barton (El Salvador)        | David Moran (El Salvador) Zachari Zeegelaar (Suriname)   |
| CONCACAF  | Ismail Elfath (Hoa Kỳ)           | Kyle Atkins (Hoa Kỳ) Corey Parker (Hoa Kỳ)               |
| CONMEBOL  | Leodán González (Uruguay)        | Nicolás Taran (Uruguay) Richard Trinidad (Uruguay)       |
| CONMEBOL  | Kevin Ortega (Peru)              | Michael Orué (Peru) Jesús Sánchez (Peru)                 |
| CONMEBOL  | Jesús Valenzuela (Venezuela)     | Tulio Moreno (Venezuela) Lubin Torrealba (Venezuela)     |
| OFC       | Matthew Conger (New Zealand)     | Tevita Makasini (Tahiti) Mark Rule (New Zealand)         |
| UEFA      | Orel Grinfeld (Israel)           | Roy Hassan (Israel) Idan Yarkoni (Israel)                |
| UEFA      | Srđan Jovanović (Serbia)         | Uros Stojkovic (Serbia) Milan Mihajlovic (Serbia)        |
| UEFA      | Georgi Kabakov (Bulgaria)        | Martin Margaritov (Bulgaria) Diyan Valkov (Bulgaria)     |
| UEFA      | Artur Soares Dias (Bồ Đào Nha)   | Rui Tavares (Bồ Đào Nha) Paulo Santos (Bồ Đào Nha)       |

| Liên đoàn | Trọng tài                  |
| --------- | -------------------------- |
| AFC       | Kimura Hiroyuki (Nhật Bản) |
| CAF       | Dahane Beida (Mauritius)   |

| Liên đoàn | Trợ lý trọng tài video                   |
| --------- | ---------------------------------------- |
| AFC       | Phó Minh (Trung Quốc)                    |
| AFC       | Abdulla Al-Marri (Qatar)                 |
| AFC       | Muhammad Taqi (Singapore)                |
| CAF       | Mahmoud Mohamed Ashour (Ai Cập)          |
| CAF       | Adil Zourak (Maroc)                      |
| CONCACAF  | Edvin Jurisevic (Hoa Kỳ)                 |
| CONCACAF  | Erick Miranda (México)                   |
| CONCACAF  | Chris Penso (Hoa Kỳ)                     |
| CONMEBOL  | Andrés Cunha (Uruguay)                   |
| CONMEBOL  | Nicolás Gallo (Colombia)                 |
| CONMEBOL  | Wagner Reway (Brasil)                    |
| CONMEBOL  | Mauro Vigliano (Argentina)               |
| UEFA      | Abdulkadir Bitigen (Thổ Nhĩ Kỳ)          |
| UEFA      | Guillermo Cuadra Fernández (Tây Ban Nha) |
| UEFA      | Marco Guida (Ý)                          |
| UEFA      | Tiago Martins (Bồ Đào Nha)               |
| UEFA      | Benoît Millot (Pháp)                     |
| UEFA      | Paweł Raczkowski (Ba Lan)                |
| UEFA      | Roi Reinshreiber (Israel)                |
| UEFA      | Bibiana Steinhaus (Đức)                  |

## Bốc thăm
Lễ bốc thăm cho giải đấu được tổ chức vào lúc 10:00 CEST (UTC+2) ngày 21 tháng 4 năm 2021 tại trụ sở FIFA ở Zürich, Thụy Sĩ. Buổi lễ được tiến hành bởi Sarai Bareman, giám đốc bóng đá nữ FIFA, trong khi Samantha Johnson là người dẫn dắt buổi lễ. Lindsay Tarpley và Ryan Nelsen đóng vai trò là trợ lý bốc thăm.
16 đội tuyển được bốc thăm chia thành 4 bảng 4 đội, được ký hiệu lần lượt là A, B, C và .. Chủ nhà Nhật Bản tự động được xếp vào nhóm hạt giống số 1 và ở vị trí A1, trong khi các đội tuyển còn lại được phân hạt giống vào các nhóm tương ứng dựa trên thành tích đạt được tại năm kỳ Thế vận hội gần nhất 5 kỳ Thế vận hội gần đây (các giải đấu gần hơn có trọng số lớn hơn), cùng với điểm thưởng được trao cho các nhà vô địch của liên đoàn. Không bảng nào có nhiều hơn một đội từ cùng một liên đoàn.
| Nhóm 1                                               | Nhóm 2                                  | Nhóm 3                                         | Nhóm 4                              |
| ---------------------------------------------------- | --------------------------------------- | ---------------------------------------------- | ----------------------------------- |
| - Nhật Bản (Chủ Nhà) - Brasil - Argentina - Hàn Quốc | - México - Đức - Honduras - Tây Ban Nha | - Ai Cập - New Zealand - Bờ Biển Ngà - Nam Phi | - Úc - Ả Rập Xê Út - Pháp - România |

## Vòng bảng
Các đội tuyển trong mỗi bảng thi đấu với nhau theo thể thức vòng tròn một lượt, hai đội đứng đầu giành quyền vào tứ kết.
Tất cả thời gian được liệt kê đều là giờ địa phương, JST (UTC+9).

### Các tiêu chí
Thứ hạng của các đội tuyển trong vòng bảng được xác định như sau:
1. Điểm thu được trong tất cả các trận đấu bảng (ba điểm cho 1 trận thắng, một điểm cho 1 trận hòa, không có điểm cho 1 trận thua);
2. Hiệu số bàn thắng thua trong tất cả các trận đấu bảng;
3. Số bàn thắng ghi được trong tất cả các trận đấu bảng;
4. Điểm thu được trong các trận đấu giữa các đội tuyển có liên quan;
5. Hiệu số bàn thắng thua trong các trận đấu giữa các đội tuyển có liên quan;
6. Số bàn thắng ghi được trong các trận đấu giữa các đội tuyển có liên quan;
7. Điểm thẻ phạt trong tất cả các trận đấu bảng (chỉ có thể áp dụng một trong các khoản trừ này cho một cầu thủ trong một trận đấu):   - Thẻ vàng: −1 điểm;
  - Thẻ đỏ gián tiếp (thẻ vàng thứ hai): −3 điểm;
  - Thẻ đỏ trực tiếp: −4 điểm;
  - Thẻ vàng và thẻ đỏ trực tiếp: −5 điểm;
8. Bốc thăm.

### Bảng A
| VT | Đội          | ST | T | H | B | BT | BB | HS | Đ | Giành quyền tham dự |
| -- | ------------ | -- | - | - | - | -- | -- | -- | - | ------------------- |
| 1  | Nhật Bản (H) | 3  | 3 | 0 | 0 | 7  | 1  | +6 | 9 | Tứ kết              |
| 2  | México       | 3  | 2 | 0 | 1 | 8  | 3  | +5 | 6 | Tứ kết              |
| 3  | Pháp         | 3  | 1 | 0 | 2 | 5  | 11 | −6 | 3 |                     |
| 4  | Nam Phi      | 3  | 0 | 0 | 3 | 3  | 8  | −5 | 0 |                     |

| México                                                | 4–1                              | Pháp               |
| ----------------------------------------------------- | -------------------------------- | ------------------ |
| - Vega 47' - Córdova 55' - Antuna 80' - Aguirre 90+1' | Chi tiết (TOCOG) Chi tiết (FIFA) | Gignac 69' (ph.đ.) |

| Nhật Bản | 1–0                              | Nam Phi |
| -------- | -------------------------------- | ------- |
| Kubo 71' | Chi tiết (TOCOG) Chi tiết (FIFA) |         |

| Pháp                                            | 4–3                              | Nam Phi                                    |
| ----------------------------------------------- | -------------------------------- | ------------------------------------------ |
| - Gignac 57', 78', 86' (ph.đ.) - Savanier 90+3' | Chi tiết (TOCOG) Chi tiết (FIFA) | - Kodisang 53' - Makgopa 73' - Mokoena 82' |

| Nhật Bản                     | 2–1                              | México       |
| ---------------------------- | -------------------------------- | ------------ |
| - Kubo 6' - Dōan 11' (ph.đ.) | Chi tiết (TOCOG) Chi tiết (FIFA) | Alvarado 85' |

| Pháp | 0–4                              | Nhật Bản                                           |
| ---- | -------------------------------- | -------------------------------------------------- |
|      | Chi tiết (TOCOG) Chi tiết (FIFA) | - Kubo 27' - Sakai 34' - Miyoshi 70' - Maeda 90+1' |

| Nam Phi | 0–3                              | México                               |
| ------- | -------------------------------- | ------------------------------------ |
|         | Chi tiết (TOCOG) Chi tiết (FIFA) | - Vega 18' - Romo 45+1' - Martín 60' |

### Bảng B
| VT | Đội         | ST | T | H | B | BT | BB | HS | Đ | Giành quyền tham dự |
| -- | ----------- | -- | - | - | - | -- | -- | -- | - | ------------------- |
| 1  | Hàn Quốc    | 3  | 2 | 0 | 1 | 10 | 1  | +9 | 6 | Tứ kết              |
| 2  | New Zealand | 3  | 1 | 1 | 1 | 3  | 3  | 0  | 4 | Tứ kết              |
| 3  | România     | 3  | 1 | 1 | 1 | 1  | 4  | −3 | 4 |                     |
| 4  | Honduras    | 3  | 1 | 0 | 2 | 3  | 9  | −6 | 3 |                     |

| New Zealand | 1–0                              | Hàn Quốc |
| ----------- | -------------------------------- | -------- |
| Wood 70'    | Chi tiết (TOCOG) Chi tiết (FIFA) |          |

| Honduras | 0–1                              | România            |
| -------- | -------------------------------- | ------------------ |
|          | Chi tiết (TOCOG) Chi tiết (FIFA) | Oliva 45+1' (l.n.) |

| New Zealand             | 2–3                              | Honduras                                    |
| ----------------------- | -------------------------------- | ------------------------------------------- |
| - Cacace 10' - Wood 49' | Chi tiết (TOCOG) Chi tiết (FIFA) | - Palma 45+1' - Obregon Jr. 78' - Rivas 87' |

| România | 0–4                              | Hàn Quốc                                                            |
| ------- | -------------------------------- | ------------------------------------------------------------------- |
|         | Chi tiết (TOCOG) Chi tiết (FIFA) | - Marin 27' (l.n.) - Um Won-sang 59' - Lee Kang-in 84' (ph.đ.), 90' |

| România | 0–0                              | New Zealand |
| ------- | -------------------------------- | ----------- |
|         | Chi tiết (TOCOG) Chi tiết (FIFA) |             |

| Hàn Quốc                                                                                                  | 6–0                              | Honduras |
| --- | -------------------------------- | -------- |
| - Hwang Ui-jo 12' (ph.đ.), 45+5', 52' (ph.đ.) - Won Du-jae 19' (ph.đ.) - Kim Jin-ya 64' - Lee Kang-in 82' | Chi tiết (TOCOG) Chi tiết (FIFA) |          |

### Bảng C
| VT | Đội         | ST | T | H | B | BT | BB | HS | Đ | Giành quyền tham dự |
| -- | ----------- | -- | - | - | - | -- | -- | -- | - | ------------------- |
| 1  | Tây Ban Nha | 3  | 1 | 2 | 0 | 2  | 1  | +1 | 5 | Tứ kết              |
| 2  | Ai Cập      | 3  | 1 | 1 | 1 | 2  | 1  | +1 | 4 | Tứ kết              |
| 3  | Argentina   | 3  | 1 | 1 | 1 | 2  | 3  | −1 | 4 |                     |
| 4  | Úc          | 3  | 1 | 0 | 2 | 2  | 3  | −1 | 3 |                     |

| Ai Cập | 0–0                              | Tây Ban Nha |
| ------ | -------------------------------- | ----------- |
|        | Chi tiết (TOCOG) Chi tiết (FIFA) |             |

| Argentina | 0–2                              | Úc                      |
| --------- | -------------------------------- | ----------------------- |
|           | Chi tiết (TOCOG) Chi tiết (FIFA) | - Wales 14' - Tilio 80' |

| Ai Cập | 0–1                              | Argentina  |
| ------ | -------------------------------- | ---------- |
|        | Chi tiết (TOCOG) Chi tiết (FIFA) | Medina 52' |

| Úc | 0–1                              | Tây Ban Nha     |
| -- | -------------------------------- | --------------- |
|    | Chi tiết (TOCOG) Chi tiết (FIFA) | - Oyarzabal 81' |

| Úc | 0–2                              | Ai Cập                  |
| -- | -------------------------------- | ----------------------- |
|    | Chi tiết (TOCOG) Chi tiết (FIFA) | - Rayan 44' - Hamdy 85' |

| Tây Ban Nha  | 1–1                              | Argentina      |
| ------------ | -------------------------------- | -------------- |
| - Merino 66' | Chi tiết (TOCOG) Chi tiết (FIFA) | - Belmonte 87' |

### Bảng D
| VT | Đội         | ST | T | H | B | BT | BB | HS | Đ | Giành quyền tham dự |
| -- | ----------- | -- | - | - | - | -- | -- | -- | - | ------------------- |
| 1  | Brasil      | 3  | 2 | 1 | 0 | 7  | 3  | +4 | 7 | Tứ kết              |
| 2  | Bờ Biển Ngà | 3  | 1 | 2 | 0 | 3  | 2  | +1 | 5 | Tứ kết              |
| 3  | Đức         | 3  | 1 | 1 | 1 | 6  | 7  | −1 | 4 |                     |
| 4  | Ả Rập Xê Út | 3  | 0 | 0 | 3 | 4  | 8  | −4 | 0 |                     |

| Bờ Biển Ngà                       | 2–1                              | Ả Rập Xê Út    |
| --------------------------------- | -------------------------------- | -------------- |
| - Al-Amri 39' (l.n.) - Kessié 66' | Chi tiết (TOCOG) Chi tiết (FIFA) | Al-Dawsari 44' |

| Brasil                                      | 4–2                              | Đức                    |
| ------------------------------------------- | -------------------------------- | ---------------------- |
| - Richarlison 7', 22', 30' - Paulinho 90+5' | Chi tiết (TOCOG) Chi tiết (FIFA) | - Amiri 57' - Ache 84' |

| Brasil | 0–0                              | Bờ Biển Ngà |
| ------ | -------------------------------- | ----------- |
|        | Chi tiết (TOCOG) Chi tiết (FIFA) |             |

| Ả Rập Xê Út         | 2–3                              | Đức                                   |
| ------------------- | -------------------------------- | ------------------------------------- |
| - Al-Najei 30', 50' | Chi tiết (TOCOG) Chi tiết (FIFA) | - Amiri 11' - Ache 43' - Uduokhai 75' |

| Ả Rập Xê Út   | 1–3                              | Brasil                               |
| ------------- | -------------------------------- | ------------------------------------ |
| - Al-Amri 27' | Chi tiết (TOCOG) Chi tiết (FIFA) | - Cunha 14' - Richarlison 76', 90+1' |

| Đức         | 1–1                              | Bờ Biển Ngà           |
| ----------- | -------------------------------- | --------------------- |
| - Löwen 73' | Chi tiết (TOCOG) Chi tiết (FIFA) | - Henrichs 67' (l.n.) |

## Vòng đấu loại trực tiếp
Trong vòng đấu loại trực tiếp, nếu trận đấu có tỷ số hòa sau 90 phút thi đấu chính thức, hiệp phụ sẽ được diễn ra (hai hiệp, mỗi hiệp 15 phút) và nếu cần sẽ tiến hành thêm loạt sút luân lưu để xác định đội giành chiến thắng.

### Sơ đồ
|  | Tứ kết                       | Tứ kết               |                             |      | Bán kết               | Bán kết               |  |  | Tranh huy chương vàng | Tranh huy chương vàng |
|  |                              |                      |                             |      |                       |                       |  |  |                       |                       |
|  | 31 tháng 7 – Rifu            |                      |                             |      |                       |                       |  |  |                       |                       |
|  |                              |                      |                             |      |                       |                       |  |  |                       |                       |
|  | Tây Ban Nha (s.h.p.)         | 5                    |                             |      |                       |                       |  |  |                       |                       |
|  | Tây Ban Nha (s.h.p.)         | 5                    | 3 tháng 8 – Kashima         |      |                       |                       |  |  |                       |                       |
|  | Bờ Biển Ngà                  | 2                    |                             |      |                       |                       |  |  |                       |                       |
|  | Bờ Biển Ngà                  | 2                    | México                      | 0(1) |                       |                       |  |  |                       |                       |
|  | 31 tháng 7 – Kashima         |                      | México                      | 0(1) |                       |                       |  |  |                       |                       |
|  |                              | Brasil (p)           | 0(4)                        |      |                       |                       |  |  |                       |                       |
|  | Nhật Bản (p)                 | Brasil (p)           | 0(4)                        | 0(4) |                       |                       |  |  |                       |                       |
|  | Nhật Bản (p)                 |                      | 7 tháng 8 – Tokyo (Quốc tế) | 0(4) |                       |                       |  |  |                       |                       |
|  | New Zealand                  | 0(2)                 |                             |      |                       |                       |  |  |                       |                       |
|  | New Zealand                  | 0(2)                 | Tây Ban Nha                 | 1    |                       |                       |  |  |                       |                       |
|  | 31 tháng 7 – Saitama         |                      | Tây Ban Nha                 | 1    |                       |                       |  |  |                       |                       |
|  |                              | Brasil (s.h.p.)      | 2                           |      |                       |                       |  |  |                       |                       |
|  | Brasil                       | Brasil (s.h.p.)      | 2                           | 1    |                       |                       |  |  |                       |                       |
|  | Brasil                       | 3 tháng 8 – Saitama  |                             | 1    |                       |                       |  |  |                       |                       |
|  | Ai Cập                       | 0                    |                             |      |                       |                       |  |  |                       |                       |
|  | Ai Cập                       | 0                    | Nhật Bản                    | 0    |                       |                       |  |  |                       |                       |
|  | 31 tháng 7 – Tokyo (Quốc tế) |                      | Nhật Bản                    | 0    |                       |                       |  |  |                       |                       |
|  |                              | Tây Ban Nha (s.h.p.) | 1                           |      | Tranh huy chương đồng | Tranh huy chương đồng |  |  |                       |                       |
|  | Hàn Quốc                     | Tây Ban Nha (s.h.p.) | 1                           | 3    | Tranh huy chương đồng | Tranh huy chương đồng |  |  |                       |                       |
|  | Hàn Quốc                     |                      | 6 tháng 8 – Saitama         | 3    |                       |                       |  |  |                       |                       |
|  | México                       | 6                    |                             |      |                       |                       |  |  |                       |                       |
|  | México                       | 6                    | Nhật Bản                    | 1    |                       |                       |  |  |                       |                       |
|  |                              |                      |                             |      |                       |                       |  |  |                       |                       |
|  | México                       | 3                    |                             |      |                       |                       |  |  |                       |                       |
|  | México                       | 3                    |                             |      |                       |                       |  |  |                       |                       |

### Tứ kết
| Tây Ban Nha                                                  | 5–2 (s.h.p.)                     | Bờ Biển Ngà                 |
| ------------------------------------------------------------ | -------------------------------- | --------------------------- |
| - Olmo 30' - Mir 90+3', 117', 120+1' - Oyarzabal 98' (ph.đ.) | Chi tiết (TOCOG) Chi tiết (FIFA) | - Bailly 10' - Gradel 90+1' |

| Nhật Bản                              | 0–0 (s.h.p.)                     | New Zealand                      |
| ------------------------------------- | -------------------------------- | -------------------------------- |
|                                       | Chi tiết (TOCOG) Chi tiết (FIFA) |                                  |
| Loạt sút luân lưu                     |                                  |                                  |
| - Ueda - Itakura - Nakayama - Yoshida | 4–2                              | Wood · Cacace · Lewis · McCowatt |

| Brasil      | 1–0                              | Ai Cập |
| ----------- | -------------------------------- | ------ |
| - Cunha 37' | Chi tiết (TOCOG) Chi tiết (FIFA) |        |

| Hàn Quốc                                     | 3–6                              | México                                                              |
| -------------------------------------------- | -------------------------------- | ------------------------------------------------------------------- |
| Lee Dong-gyeong 20', 51' · Hwang Ui-jo 90+1' | Chi tiết (TOCOG) Chi tiết (FIFA) | Martín 12', 54' · Romo 30' · Córdova 39' (ph.đ.), 63' · Aguirre 84' |

### Bán kết
| México                          | 0–0 (s.h.p.)                     | Brasil                                     |
| ------------------------------- | -------------------------------- | ------------------------------------------ |
|                                 | Chi tiết (TOCOG) Chi tiết (FIFA) |                                            |
| Loạt sút luân lưu               |                                  |                                            |
| - Aguirre - Vasquez - Rodríguez | 1–4                              | - Alves - Martinelli - Guimarães - Reinier |

| Nhật Bản | 0–1 (s.h.p.)                     | Tây Ban Nha  |
| -------- | -------------------------------- | ------------ |
|          | Chi tiết (TOCOG) Chi tiết (FIFA) | Asensio 115' |

### Tranh huy chương đồng
| México                                         | 3–1                              | Nhật Bản     |
| ---------------------------------------------- | -------------------------------- | ------------ |
| - Córdova 13' (ph.đ.) - Vásquez 22' - Vega 58' | Chi tiết (TOCOG) Chi tiết (FIFA) | - Mitoma 78' |

### Tranh huy chương vàng
| Tây Ban Nha   | 1–2 (s.h.p.)                     | Brasil                      |
| ------------- | -------------------------------- | --------------------------- |
| Oyarzabal 61' | Chi tiết (TOCOG) Chi tiết (FIFA) | - Cunha 45+2' - Malcom 108' |

## Thống kê

### Cầu thủ ghi bàn
Đã có 93 bàn thắng ghi được trong 32 trận đấu, trung bình 2.91 bàn thắng mỗi trận đấu.
5 bàn thắng
- Richarlison

4 bàn thắng
- André-Pierre Gignac
- Hwang Ui-jo
- Sebastián Córdova

3 bàn thắng
- Matheus Cunha
- Takefusa Kubo
- Henry Martín
- Alexis Vega
- Lee Kang-in
- Rafa Mir
- Mikel Oyarzabal

2 bàn thắng
- Ragnar Ache
- Nadiem Amiri
- Eduardo Aguirre
- Luis Romo
- Chris Wood
- Sami Al-Najei
- Lee Dong-gyeong

1 bàn thắng
- Tomás Belmonte
- Facundo Medina
- Marco Tilio
- Lachlan Wales
- Paulinho
- Malcom Filipe Silva de Oliveira
- Amar Hamdy
- Ahmed Yasser Rayyan
- Téji Savanier
- Eduard Löwen
- Felix Uduokhai
- Juan Carlos Obregón Jr.
- Luis Palma
- Rigoberto Rivas
- Eric Bailly
- Max Gradel
- Franck Kessié
- Ritsu Dōan
- Daizen Maeda
- Kaoru Mitoma
- Koji Miyoshi
- Hiroki Sakai
- Roberto Alvarado
- Uriel Antuna
- Johan Vásquez
- Liberato Cacace
- Abdulelah Al-Amri
- Salem Al-Dawsari
- Kobamelo Kodisang
- Evidence Makgopa
- Teboho Mokoena
- Kim Jin-ya
- Um Won-sang
- Won Du-jae
- Marco Asensio
- Mikel Merino
- Dani Olmo

1 bàn phản lưới nhà
- Benjamin Henrichs (trong trận gặp Bờ Biển Ngà)
- Elvin Oliva (trong trận gặp România)
- Marius Marin (trong trận gặp Hàn Quốc)
- Abdulelah Al-Amri (trong trận gặp Bờ Biển Ngà)

Nguồn: FIFA

## Xếp hạng chung cuộc
| VT | Đội          | ST | T | H | B | BT | BB | HS  | Đ  | Xếp hạng chung cuộc |
| -- | ------------ | -- | - | - | - | -- | -- | --- | -- | ------------------- |
| 1  | Brasil       | 6  | 4 | 2 | 0 | 10 | 4  | +6  | 14 | Huy chương vàng     |
| 2  | Tây Ban Nha  | 6  | 3 | 2 | 1 | 9  | 5  | +4  | 11 | Huy chương bạc      |
|    |              |    |   |   |   |    |    |     |    |                     |
| 3  | México       | 6  | 4 | 1 | 1 | 17 | 7  | +10 | 13 | Huy chương đồng     |
| 4  | Nhật Bản (H) | 6  | 3 | 1 | 2 | 8  | 5  | +3  | 10 | Hạng tư             |
|    |              |    |   |   |   |    |    |     |    |                     |
| 5  | Hàn Quốc     | 4  | 2 | 0 | 2 | 13 | 7  | +6  | 6  | Bị loại ở tứ kết    |
| 6  | New Zealand  | 4  | 1 | 2 | 1 | 3  | 3  | 0   | 5  | Bị loại ở tứ kết    |
| 7  | Bờ Biển Ngà  | 4  | 1 | 2 | 1 | 5  | 7  | −2  | 5  | Bị loại ở tứ kết    |
| 8  | Ai Cập       | 4  | 1 | 1 | 2 | 2  | 2  | 0   | 4  | Bị loại ở tứ kết    |
|    |              |    |   |   |   |    |    |     |    |                     |
| 9  | Đức          | 3  | 1 | 1 | 1 | 6  | 7  | −1  | 4  | Bị loại ở vòng bảng |
| 10 | Argentina    | 3  | 1 | 1 | 1 | 2  | 3  | −1  | 4  | Bị loại ở vòng bảng |
| 11 | România      | 3  | 1 | 1 | 1 | 1  | 4  | −3  | 4  | Bị loại ở vòng bảng |
| 12 | Úc           | 3  | 1 | 0 | 2 | 2  | 3  | −1  | 3  | Bị loại ở vòng bảng |
| 13 | Pháp         | 3  | 1 | 0 | 2 | 5  | 11 | −6  | 3  | Bị loại ở vòng bảng |
| 14 | Honduras     | 3  | 1 | 0 | 2 | 3  | 9  | −6  | 3  | Bị loại ở vòng bảng |
| 15 | Ả Rập Xê Út  | 3  | 0 | 0 | 3 | 4  | 8  | −4  | 0  | Bị loại ở vòng bảng |
| 16 | Nam Phi      | 3  | 0 | 0 | 3 | 3  | 8  | −5  | 0  | Bị loại ở vòng bảng |